# Чепурченко В'ячеслав Юрійович
В'ячеслав Юрійович Чепурченко (нар.. 29 липня 1987, Ростов-на-Дону, Ростовська область, РРФСР, СРСР) — російський актор театру і кіно.
Фігурант бази даних центру «Миротворець».

## Біографія
В'ячеслав Чепурченко народився 29 липня 1987 року у місті Ростові-на-Дону. Незабаром сім'я перебралася до міста Камишин Волгоградської області. Мати — Ірина Ігорівна Чепурченко (Зезерова) (родом з Камишина), актриса, одинадцять років пропрацювала в трупі Камишинського драматичного театру. В'ячеслав в інтерв'ю неодноразово зізнавався, що виховували його мама, бабуся та дідусь.
В'ячеслав спочатку навчався у Камишинській середній школі № 4, а потім — у школі № 14. У шкільні роки співав, танцював, займався спортом, у старших класах був ведучим шкільних заходів. Навчався посередньо, але у всіх оглядах самодіяльності брав активну участь. Проте, за словами матері, «він не тяжів до театру, не сидів за лаштунками, не марив сценою». Навпаки, для всіх був дивним вибір факультету В'ячеслава: він не любив театру, бо він «відбирав у нього маму». Після закінчення школи збирався служити в МНС Росії, але, з волі випадку, відвідавши на запрошення знайомої дівчини-скрипачки консерваторію в Саратові на День відкритих дверей, був помічений народним артистом РРФСР і театральним педагогом Олександром Галком, який набирав свій акторський курс, вирішив вступати до цього вишу. Іспити склав на всі п'ятірки, отримавши найбільший прохідний бал.
У 2005 році вступив, а у 2009 році закінчив Театральний факультет Саратовської державної консерваторії імені Л. В. Собінова за спеціальністю «Артист драматичного театру та кіно» (майстерня Олександра Григоровича Галка та Артема Євгеновича Кузіна). У роки навчання грав у спектаклях на сцені Саратовського державного академічного театру драми імені І. А. Слонова. У 2008 році за успіхи в навчанні був удостоєний іменної стипендії Олега Павловича Табакова.
Здобувши вищу акторську освіту, у 2009 році був прийнятий до трупи Московського театру-студії під керівництвом Олега Табакова (нині — Московський театр Олега Табакова). Випускників-саратівців завжди навчали, що колись вони зможуть потрапити на сцену Табакерки. На огляд до Саратова приїхав Авангард Леонтьєв, який відібрав групу студентів, яких, на його думку, потрібно було побачити самому Табакову. Олег Павлович Табаков подивився гурт на сцені і сказав акторам, що місць у театрі немає, але В'ячеслава він попросив затриматися. Першою роботою актора в театрі Табакова стала роль Славка у «Вовках і вівцях» Костянтина Богомолова, при чому такого героя спочатку не було, але з появою в трупі Чепурченка, він з'явився і, судячи з відгуків, став досить переконливою і необхідною ланкою постановки. Вистава «Визнання авантюриста Фелікса Круля», в якому головну роль виконував Сергій Безруков, мала бути знята з показу, але гра В'ячеслава так сподобалася художньому керівнику та режисерові, що через нього вистава продовжила своє життя на сцені. Також актор грав у виставі «Сестра Надія», де виконував 3 або 4 невеликі ролі, — за його словами, ці ролі набагато приємніші, оскільки в них він міг імпровізувати, розкриватися з різних боків. Актор зайнятий у великій кількості вистав, також плідно та багато знімається для телебачення (фільми, серіали) — його творча скарбничка телешоу налічує понад 45 проєктів.
2020 року В'ячеслав на шоу Михайла Шаца познайомився з Іллею Авербухом, який запросив його знятися у проєкті «Льодовиковий період». В'ячеслав з ентузіазмом приймає запрошення та починає старанно тренуватися. Перша партнерка В'ячеслава — Тетяна Тотьмяніна, олімпійська чемпіонка, — отримала травму і після другого випуску залишила шоу, хоча вже з нею на самому початку В'ячеслав продемонстрував прекрасний виступ на льоду. На місце Тотьмяніної прийшла Яна Хохлова, призерка чемпіонату світу, і у цієї пари одразу склалися добрі стосунки, які переросли у шедеври на льоду — їхній перший спільний виступ одразу отримав 12.00. Пара очевидно йшла до перемоги, отримуючи на всіх етапах 12.00, якби не падіння Яни у чверть-фіналі, через яке їм поставили 11,96. Пара зайняла друге місце на шоу. На думку величезної кількості глядачів та самих учасників шоу (наприклад, Повіласа Ванагаса), саме пара Хохлова-Чепурченка мала взяти перше місце, багато хто вважав їхнє друге місце несправедливим. Самі зірки фігурного катання активно і наполегливо звали В'ячеслава у свою «льодову сім'ю», і В'ячеслав продовжив гастролювати Росією з шоу Іллі Авербуха.

### Особисте життя
В'ячеслав Чепурченко був двічі одружений. Стосунки з першою дружиною Вікторією у В'ячеслава зав'язалися в 2012 році, коли він тільки приїхав до Москви. Пара одразу почала жити разом. У 2017 році молоді люди узаконили свої стосунки, але шлюб тривав недовго. У 2019 році В'ячеслав одружується вдруге. За його словами, причиною розриву була не зрада, сам він ставиться до зрад вкрай негативно.
Друга дружина В'ячеслава — Катерина Чепурченко, яка подарувала йому дочку Ярославу (нар.. 2019) та сина Тимофія (нар.. 2021). Сам актор зізнається, що зараз будинок для нього — найкомфортніше місце, по можливості він намагається проводити більше часу з дружиною та дітьми.

## Творчість

### Ролі у театрі

#### Саратовський державний академічний театр драми імені І. А.Слонова
- 2007 — «Той, що тікає від кохання» Лопе де Вега. Режисер: Олександр Галко — Карлос
- 2008 — «Бідна наречена» Олександра Островського. Режисер: Олександр Галко — Мерич
- 2009 — «Чотири зустрічі» композиція за п'єсами Ганни Богачової, Алли Соколової, Ніни Садур. Режисер: Олександр Галко — Машиніст

#### Московський театр Олега Табакова
- 2009 — «Вовки та вівці» Олександра Островського. Режисер: Костянтин Богомолов — Славік, людина Беркутова
- 2009 — «Божевільний день, або Одруження Фігаро» П'єра де Бомарше. Режисер: Костянтин Богомолов — Керубіно, перший паж графа
- 2010 — «Зізнання авантюриста Фелікса Круля»Томаса Манна. Режисер: Андрій Житинкін — Фелікс Круль
- 2010 — «Wonderland-80» Сергія Довлатова і Льюїсу Керрола. Режисер: Костянтин Богомолов — Марік, Енгельс, а також Сліпий Молочник
- 2010 — «Леді Макбет Мценського повіту» Миколи Лєскова. Режисер: Олександр Мохов — Сергій
- 2012 — «Шлюб 2.0 (1-а та 2-а версії)» Антона Чехова. Режисер: Олександр Марін — Шафер
- 2012 — «Рік, коли я не народився» за п'єсою Віктора Розова «Гніздо глухаря». Режисер: Костянтин Богомолов — Золотарев
- 2012 — «Сестра Надія» Олександра Володіна . Режисер: Олександр Марін — Вступник; Федя, залицявся дівчата
- 2013 — «Дванадцята ніч» Вільяма Шекспіра. Режисер: Михайло Станкевич — Себастьян, брат Віоли
- 2014 — «Емма» Гюстава Флобера за романом «Пані Боварі». Режисер: Олександр Марін — Леон
- 2014 — «Чайка» Антона Чехова. Режисер: Костянтин Богомолов — Семен Семенович Медведенко
- 2015 — «Мадонна з квіткою» за п'єсою Марії Глушко «Мадонна з пайковим хлібом». Режисер: Олександр Марін — Капітан, Воєнлікар, Ванька, Художник
- 2015 — «Буря. Варіації» Вільяма Шекспіра. Режисер: Олександр Марін — Фердінанд, син короля
- 2016 — «Безіменна зірка» Михайла Себастьяна. Режисер: Олександр Марін — Гріг, приятель Мони
- 2019 — «Моя прекрасна леді» за п'єсою Бернарда Шоу «Пігмаліон» та однойменного фільму Джорджа К'юкора. Режисер: Алла Сігалова — Фредді Айнсфорд-Хілл

### Фільмографія
1. 2011 — П'ятницький (серія № 10 «Долг») — Василь Донський, син загиблого дільничного уповноваженого поліції
2. 2012 — Моїми очима — Льоша Казанцев
3. 2012 — Мосгаз — Юрков, сержант, дільничний інспектор міліції
4. 2013 — Прощання — Олександр Ліндт, поп-зірка
5. 2013 — Weekend — Макс, викрадач
6. 2013 — Легенда № 17 — медбрат
7. 2013 — Літні канікули — Деніс, музикант, поет та романтик
8. 2014 — Біси — Еркель, прапорщик-артилерист
9. 2014 — Прощавай, кохана! — Леонід Супрунов, адвокат
10. 2015 — Зради — В'ячеслав (Слава) Олегович Сальников, коханець Асі, студент, син олігарха Олега Івановича Сальникова[6]
11. 2015 — Погляд із минулого — Петро Лебедкін, оперативник
12. 2015 — Молода гвардія — Олег Кошовий, один із керівників радянської підпільної антифашистської комсомольської організації « Молода гвардія» у 1942—1943 роках
13. 2015 — Ці очі навпроти — Валерій Володимирович Ободзінський (в молодості), популярний радянський естрадний співак
14. 2015 — Місто — Яша «Циган» (Яків Ільїн)
15. 2015 — Він — дракон —
16. 2016 — Анна-детективъ (фільм № 9 «Нічний гість») — Кірєєв
17. 2016 — Нормальне життя (короткометражний фільм) — Дмитро
18. 2016 — Райський куточок — Петя Нагібін
19. 2017 — Наречена — Іван
20. 2017 — Щастя з уламків — Кирило Солоухін, «мажор»
21. 2017 — Сплячі — Саша Терехов, блогер
22. 2017 — Крила імперії — Гірс, однокашник Сергія Кірсанова-Двінського та Левашова
23. 2017 — Погана дочка — Андрій Перепечко, однокурсник Саші Ясинської, син декана
24. 2017 — Дожити до кохання — Олексій Говоров, син власниці великої будівельної компанії Арини Олексіївни Мельникової
25. 2018 — Гурзуф — Яша «Циган», злодій"
26. 2018 — Свідки (новела «Скрипка») — Курт
27. 2019 — Кумир — Микола Березін («Нібер»), московський фарцувальник
28. 2019 — Скільки живе кохання — Олександр
29. 2019 — Москва закохана —
30. 2019 — Дипломат — Роман Рожков
31. 2019 — Незакінчений бій — молодший лейтенант
32. 2019 — Скільки живе кохання — Александр Кудрін
33. 2019 — Мами чемпіонів — Митя Петров, стрибунок у воду, син директора спорткомплексу Костянтина Дмитровича Петрова
34. 2019 — Жуки — Микита Давидов, програміст, учитель інформатики
35. 2020 — Вовк — Юрій
36. 2020 — Чуму! — Вільям, гонець
37. 2020 — Чума! Друга хвиля — Вільям, гонець
38. 2020 — Чумовий Новий рік! — Вільям, гонець
39. 2021 — Жуки-2 — Микита Давидов, програміст, учитель інформатики
40. 2021 — Примара — Андрій Федоров, хакер
41. 2021 — Шука 6 (серія № 16) — Антон «Злий», відеоблогер, хлопець убитої дівчини-блогера Анастасії Ірбіс, син циркових артистів (повітряних гімнастів)
42. 2022 — Холмс (у виробництві)

### Участь у телевізійних проєктах

#### 2019 рік
- 18 листопада — Учасник шоу «Де логіка?» на телеканалі ТНТ. Випуск 29 у 5-му сезоні, 142 — у загальній нумерації. У команді серіалу «Жуки» з Вадимом Дубровіним та Павлом Комаровим[7].
- 22 грудня — Учасник «Анекдот-шоу» з Вадимом Галигіним в Однокласниках. Випуск 13 у 4-му сезоні. У команді з Олександром Мартиновим (фіолетовий диван). Срібні призери.

#### 2020 рік
- 8 березня — Учасник шоу «Справа була ввечері» на телеканалі СТС. Випуск 2 у 2-му сезоні, випуск 14 — у загальній нумерації випусків СТС. У команді з Артемом Ткаченком та Юліаною Карауловою[8].
- 23 березня — Учасник шоу «Де логіка?» на телеканалі ТНТ. Випуск 4 у 6-му сезоні, випуск 155 — у загальній нумерації. У команді серіалу «Жуки» з Вадимом Дубровіним та Павлом Комаровим. Перемога[9].
- 3 жовтня — 26 грудня — Срібний призер 7 сезону шоу «Льодовиковий період» на Першому каналі. Якщо зважати на подібні попередні шоу з іншою назвою (наприклад, «Зірки на льоду»), то це 10 сезон. В 1 і 2 випусках у В'ячеслава Чепурченка партнерка Тетяна Тотьмяніна, в решті (3-13 випуски) — Яна Хохлова[10][11].
- 4 грудня — Учасник шоу «Бій з герлс» на телеканалі «П'ятниця!». Випуск «Мягкова, Вайпер, Яровіцина & Косяков, Кещян, Чепурченко»[12].
- 14 грудня — Учасник шоу «Вечірній Ургант» на Першому каналі. Випуск 1407. Разом з Яною Хохловою[13].
- 19 грудня — Гість телепрограми (ток-шоу) «Сьогодні ввечері» з Максимом Галкіним на Першому каналі. Назва випуску «Льодовиковий період. Сьогодні ввечері. За лаштунками льодового шоу»[14].

#### 2021 рік
- 29 березня — Учасник шоу «Де логіка?» на телеканалі ТНТ . Випуск 3 у 7-му сезоні, випуск 190 — у загальній нумерації. У команді Чоловіків із Павлом Комаровим[15].
- 15 вересня — Учасник шоу «Двоє на мільйон» на телеканалі ТНТ. Випуск 15 у 2-му сезоні, випуск 40 — у загальній нумерації. Брав участь із Вадимом Дубровіним.
- 19 жовтня — Гість у шоу «Імпровізація» на телеканалі ТНТ. Випуск 7 у 7-му сезоні, випуск 200 — у загальній нумерації. Брав участь із Вадимом Дубровіним.
- 1 листопада — Учасник телегри «Форт Боярд» на телеканалі СТС. Випуск 6 у 8-му сезоні.